# Egy gazdag hölgy szeszélye
Az Egy gazdag hölgy szeszélye 1988-ban bemutatott, a Magyar Televízió által készített színes magyar tévéjáték Váradi Hédi címszereplésével Nemere László rendezésében. A forgatókönyvet Gyárfás Miklós írta. Váradi Hédinek ez volt az utolsó televíziós munkája, aki még az utómunkálatok közben, 1987. április 11-én hunyt el, így az utószinkront helyette Temessy Hédivel forgatták le. 1987 júniusában a veszprémi tévétalálkozón szerepelt először szakmai közönség előtt.
1988. március 23-án, szerdán 20:05-ös kezdettel a Magyar Televízió M1-en csatornáján a Kortársaink képernyője sorozatban mutatták be.

## Készítették
- Rendező: Nemere László
- Írta: Gyárfás Miklós
- Forgatókönyvíró: Gyárfás Miklós
- Dramaturg: Bernát László
- Operatőr: Czabarka György
Árva Tibor
- Vágó: Kocsis Zsuzsa
- Jelmeztervező: D. Forgó Teréz
- Díszlettervező: Nagy Vilmos
- Gyártásvezető: Szenteczky András
- Hangmérnök: Bodméri Mária
- Felvételvezető: Kupics Károly
- Fővilágosító: Kulcsár Ferenc
- Zenei szerkesztő: Herczeg László

## Szereplők
| Szerep                  | Megjegyzés | Színész         |
| ----------------------- | --- | --------------- |
| Makrainé Witman Emese   | a gazdag hölgy Svájcból, szinkronhangja Temessy Hédi                                                                                           | Váradi Hédi     |
| Baloghné Kiss Lujza     | becenevén Lajos Bécsből | Gobbi Hilda     |
| Keserűné Balla Irén     | Hamburgból | Komlós Juci     |
| Halasné Pollner Gizi    | Párizsból | Pártos Erzsi    |
| Mellerné Kálmán Mariann | Walesből | Gordon Zsuzsa   |
| Mórocz Jolán            | Budapestről | Náray Teri      |
| Bánóné Dancs Sára       | Madridból | Bánki Zsuzsa    |
| Annamária               | a gazdag hölgy titkárnője és sofőrje | Földi Teri      |
| recepciós               | | Miklóssi György |
| Angelika nővér          | Az osztályfőnök 50 évvel korábban az érettségikor, az osztálytalálkozó idején a feltételezésük szerint már nem él, bár ennek nem néztek utána. | Venczel Vera    |
| szállodaigazgató        | | Sárosi Gábor    |
| pincérnő                | | Bács Kati       |
| pincér                  | | Varga Zoltán    |
| hordár                  | | Jáki Béla       |
| Elemér, hordár          | | Pethes Csaba    |

## Történet
Egy rendhagyó 50 éves jubileumi osztálytalálkozó története a Margitszigeti Nagyszállóban (Grand Hotel) az 1980-as években.

## Fogadtatás
„A Svájcban élő dúsgazdag öreg hölgy, aki valamikor Pesten az Angolkisasszonyokhoz járt iskolába, érettségi találkozóra hívja egykori osztálytársait. Százezer frankot áldoz arra, hogy felkutassa őket, de végre együtt vannak a Margitszigeten, most már valamennyien özvegyen, s megpróbálják felidézni a múltat. Latin idézetek hangzanak el, diákkoruk emlékeit mesélik akadozva, mert minden oly régen történt, hogy tulajdonképpen emlékezni sem érdemes rá. Közben mindenki átélte a maga tragédiáját, itthon vagy külföldön s most él, ahogy lehet, jómódban vagy tisztes szegénységben, amint az életben lenni szokott. S ekkor éles fordulatot vesz a történet. A dúsgazdag hölgy Svájcból nem éri be a múlt méla emlékeivel, tetemre hívja volt iskolatársait, kikényszeríti belőlük titkukat, mert mindegyiknek az életében van egy sötét emlék, amit Freud a tudatalattiba utal, s amiről jobb nem beszélni. Maga is vall: úgy érzi, felelős fia haláláért, amiért a sors azzal büntette, hogy elveszítette szeme világát. 
Ennek a kalandos érettségi találkozónak ez egyetlen értelme: szembenézni s talán így leszámolni a múlttal. A kísérlet túl jól sikerül, egyik nem is bírja elviselni a kínzó emléket, s öngyilkos lesz. 
A történet alkalmas arra, hogy jellemeket, sorsokat vonultasson fel, amihez a keretet Dürrenmatt kínálja: így érkezik meg gyerekkora városába, Güllenbe a multimilliomos Claire Zachanassian, s igy kedélyeskednek a baleset öregurai is a házukba tévedő vándorral, aki egyszer csak rájön arra, hogy vendégből egyszerre vádlott lett. 
Az analógia túl közeli, észre kell vennünk, ami önmagában nem is lenne baj, mert Dürrenmatt is átdolgozta Shakespeare-t és Strindberget, Gyárfás Miklós azonban az »Egy gazdag hölgy szeszélye« című tévéjátékában új értelmet keres a történethez, s itt már nem is „szeszélyről” van szó, egy unatkozó öregasszony játékáról, hanem a szembesítésről, amiben a múlt pontosabban a történelem is szerepet kap, mert nem az a kérdés, hogy mi történt velünk, hanem az,  hogy mit tettünk mi magunk, veszélytelen és vészes időkben. 
Gyárfás Miklós ismeri, sőt a főiskolán tanítja is a színhatás titkát, itt is minden a helyén van, biztos arányok jellemzik a darabot, a cselekmény egyenesen halad előre, hiányérzetünk másból táplálkozik. Ami Dürrenmattnál groteszk voltában is egyetemes érvényt kap, kegyetlenség kísérlet arra, hogy legalább valamit jóvá tegyen abból, amit az irracionális sors elrontott, itt végeredményben mégis csak szeszély lesz, s meg is marad annak. A dúsgazdag Emese inkább csak játszik volt diáktársaival, egyszerűen azért, mert megteheti, játékának nincs erkölcsi tartalma, akkor sem, ha néhány egykori osztálytársának fel is kavarja lelkét. 
A filmet Váradi Hédi játéka teszi felejthetetlenné: búcsúfellépte volt. Nincs egy felesleges gesztusa, színészi pályája csúcsán búcsúzott el, s annyira szuggesztív, hogy a többieknek hozzá kell igazodniuk.”